# 帕頓冰川
78°16′S 85°25′W / 78.267°S 85.417°W
帕頓冰川是南極洲的冰川，位於埃爾斯沃思地，處於埃爾斯沃思山脈的森蒂納爾嶺，根據美國地質調查局的測量和美國海軍的空中照片被繪入地圖。